# Apple QuickTake

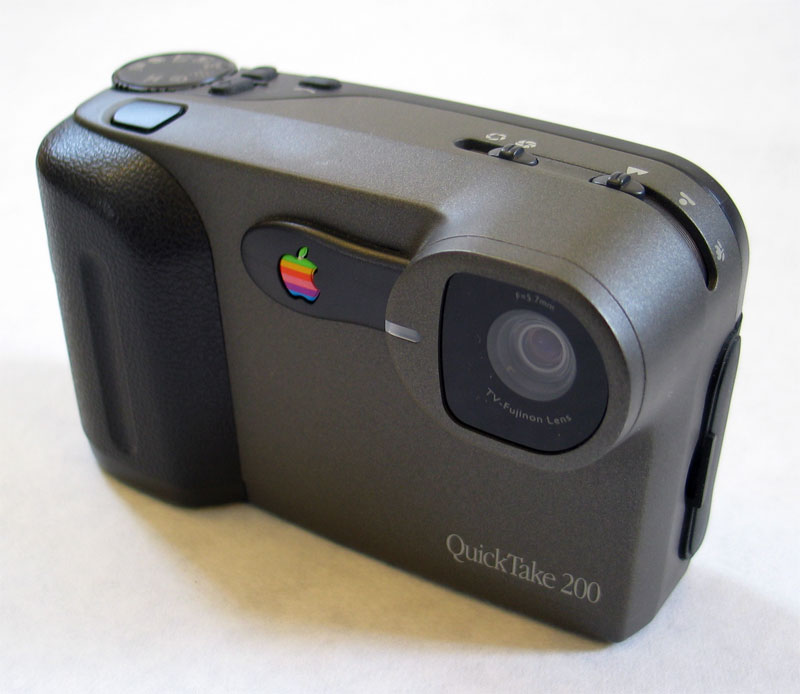
Apple QuickTake

Apple QuickTake byl jeden z prvních digitálních fotoaparátů. Vyráběn byl v 90. letech 20. století od roku 1994 do roku 1997.
Byl pouze pro Macintosh a Apple Newton, ale pozdější model 150 byl kompatibilní i s Microsoft Windows.